# Maratona (film)
Maratona è un film muto prodotto nel 1929, ma distribuito nel 1930, diretto da Nicola Fausto Neroni.

## Trama
Un'accesa rivalità sportiva divide Giorgio Roberti e Fausto Renzi entrambi capaci maratoneti, Dopo una sconfitta il secondo medita di abbandonare l'agonismo, ma viene convinto da Silvia Delotti, figlia dell'organizzatore sportivo della "Aurora", a rientrare nella "scuderia" del padre. Tra Giorgio, già innamorato di Silvia, e Fausto la rivalità diventa così anche sentimentale. Alla fine la tensione tra i due atleti provoca una rissa, nella quale viene coinvolta Bettina, sorella di Fausto, che cade da una scala ferendosi gravemente. Intanto Silvia induce Fausto a partecipare ad una grande corsa internazionale che ha un premio di ben 50.000 lire. Malgrado le scorrettezze di Giorgio, Fausto vince e con la somma può provvedere alle cure per Bettina ed a progettare un futuro con Silvia.

## Produzione
Maratona fu il terzo film prodotto dalla "Suprema Film", società fondata a Venezia nel 1929 da alcuni industriali veneti sino ad allora estranei al mondo della cinematografia, che era la prosecuzione sotto altro nome della fiorentina I.C.S.A., produttrice, tra l'altro, nel 1927 del Frate Francesco, girato nello stabilimento di Rifredi. In precedenza la società aveva realizzato e distribuito due film diretti da Guazzoni, entrambi di ambientazione africana, La sperduta di Allah e Miryam. Erano in previsione alcuni altri titoli, ma a parte Il cantastorie di Venezia, non vennero mai realizzati.

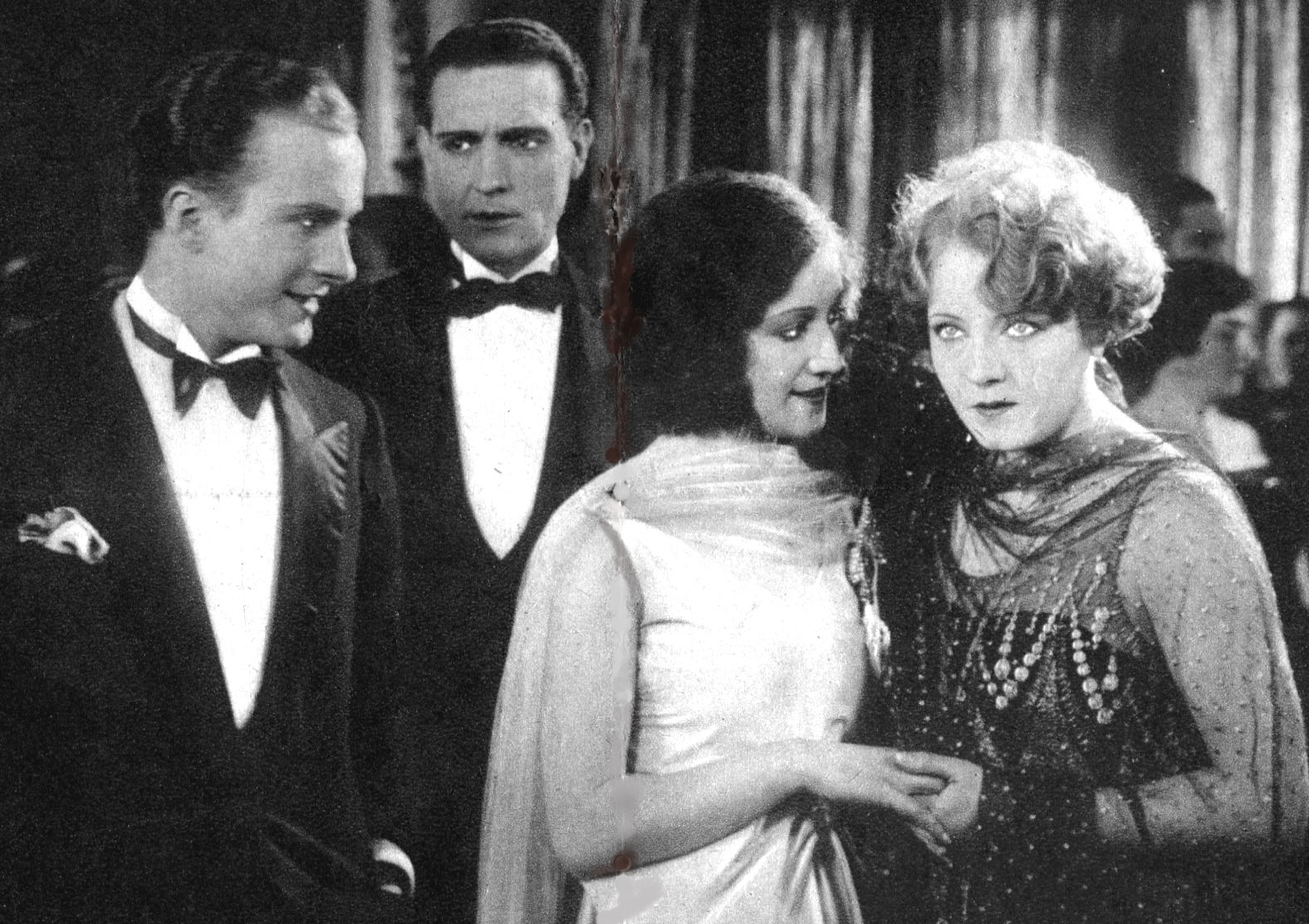
Fotogramma di Maratona con (da sinistra) Elio Steiner, Carlo Gualandri, Gabriella Dal Frà e Dolly Grey (Clara Galassi)

Anche in questo caso, come già era avvenuto per la "Augustus" fondata da Blasetti (che aveva realizzato Sole), e per la A.D.I.A., produttrice di Kif Tebbi, si insistette per attribuire a questo film un ruolo importante per la ripresa (la "rinascita") della cinematografia italiana, dopo la crisi che l'aveva quasi azzerata negli anni venti. Per questo la "Suprema" venne coinvolta nel progetto di fondare un "Consorzio Italiano Produttori", iniziativa lanciata da Blasetti per contrastare l'attività di Pittaluga, ma anche questo tentativo, al quale dovevano partecipare, oltre alla "Suprema" e alla A.D.I.A. anche la milanese S.A.C.I.A., non ebbe seguito. Nello stesso periodo, infatti, Pittaluga, aveva rilevato la "Cines" e stava attrezzando i teatri di posa romani di via Vejo con la tecnologia sonora, il che avrebbe causato la rapida scomparsa delle aziende produttrici - tra cui la "Suprema" - ancora legate al muto.

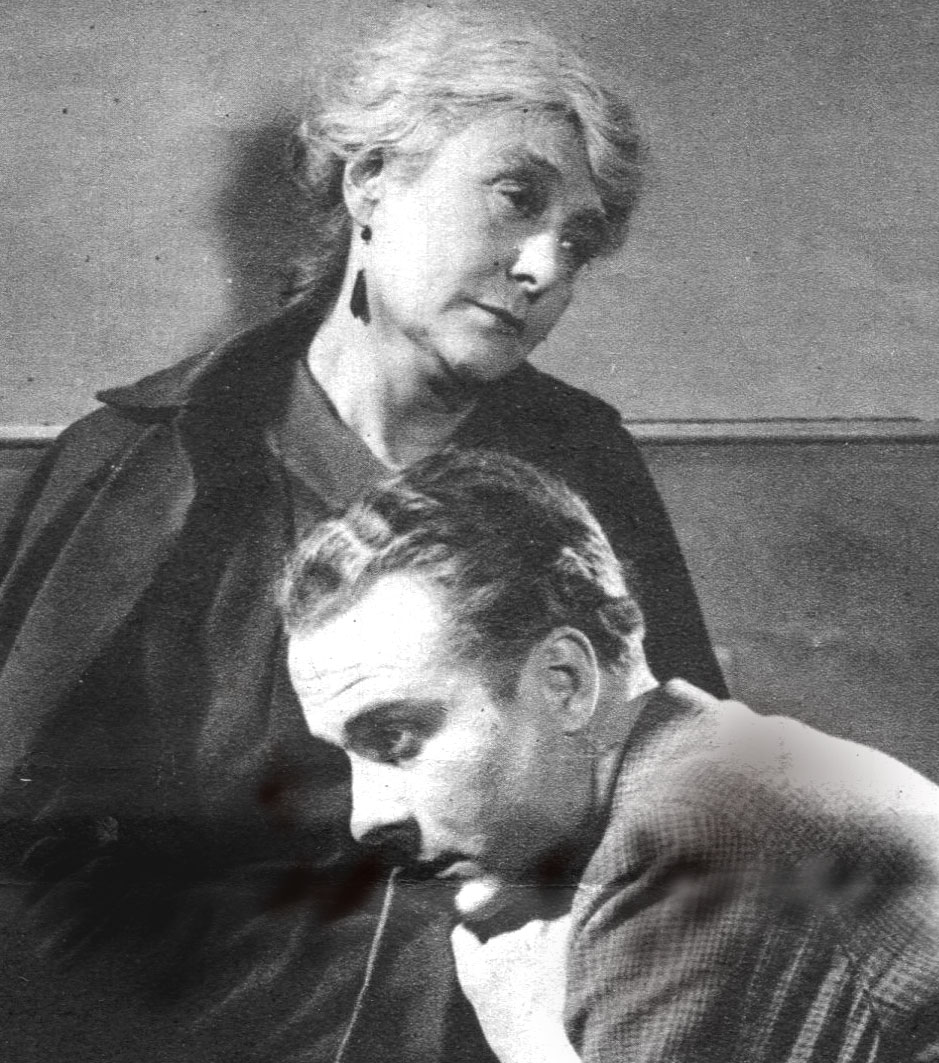
Adele Farulli ed Elio Steiner

Il film diretto da Neroni, autore del soggetto e della sceneggiatura in collaborazione con Giorgio Simonelli (che fu anche aiuto - regista), venne girato nei primi mesi del 1929 (la lavorazione era iniziata nel gennaio di quell'anno) nello stabilimento romano della Farnesina.
Per la realizzazione si fecero le cose in grande sia dal punto di vista tecnico, sperimentando nuove tecniche di ripresa, che dell'impiego di personale: per le scene girate allo Stadio Nazionale le cronache del tempo raccontarono dell'impiego di 5.000 comparse, oltre a diversi operatori ed a ben 45 automezzi che servirono per trasferire tutti a Tivoli dove vennero girate altre scene. Dopo Maratona Neroni diresse soltanto un paio di altre pellicole per poi diventare direttore del doppiaggio, curando l'edizione italiana di oltre 1.000 titoli.

## Accoglienza
Benché la lavorazione di Maratona fosse finita a metà del 1929, trascorse quasi un anno prima che la pellicola arrivasse nelle sale. Uscì infatti nell'aprile del 1930, quando già era in lavorazione il film sonoro italiano La canzone dell'amore, che sarà poi distribuito pochi mesi dopo. Nonostante il propagandato richiamo alla "rinascita", esso non ottenne commenti favorevoli, ricevendo solo giudizi di simpatia legati all'auspicata ripresa della cinematografia italiana.
Persino sul blasettiano cinematografo'', che non perdeva occasione per rivendicare l'urgenza di una ripresa della produzione nazionale, si ammise che «saremmo cattivi amici se dicessimo a Neroni e Simonelli che Maratona è un capolavoro; fingere di ignorarne i difetti significherebbe non apprezzarne adeguatamente neppure i pregi. Evidenti preoccupazioni commerciali offuscano lo svolgimento originale del film». Di analogo tenore un altro commento che parlò di «lepidezze, leziosaggini (e) un complesso, purtroppo, rancidamente italiano, con recitazione decisamente mediocre, nonostante una bella proprietà tecnica e scenografica».
Impossibile oggi valutare retrospettivamente le opinioni espresse dalla critica del tempo, in quanto nessuno dei tre film prodotti dalla "Suprema" - e quindi neppure Maratona - si è conservato. Né, come per tutta la produzione italiana di quegli anni, sono noti i dati relativi all'esito commerciale.